# Louis E. Atkinson

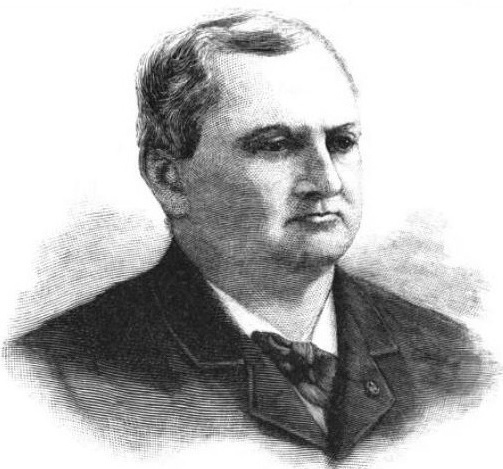
Louis E. Atkinson

Louis Evans Atkinson (* 16. April 1841 in Delaware Township, Juniata County, Pennsylvania; † 5. Februar 1910 in Mifflintown, Pennsylvania) war ein US-amerikanischer Politiker. Zwischen 1883 und 1893 vertrat er den Bundesstaat Pennsylvania im US-Repräsentantenhaus.

## Werdegang
Louis Atkinson besuchte die öffentlichen Schulen seiner Heimat. Nach einem anschließenden Medizinstudium am College of the City of New York und seiner 1861 erfolgten Zulassung als Arzt begann er in diesem Beruf zu arbeiten. Während des Bürgerkrieges diente er bis 1865 im medizinischen Dienst im Heer der Union. Dabei wurde er selbst verletzt und konnte anschließend nicht mehr als Arzt tätig sein. Er studierte Jura und wurde 1870 als Rechtsanwalt zugelassen. Danach begann er in Mifflintown in diesem Beruf zu praktizieren. Gleichzeitig schlug er als Mitglied der Republikanischen Partei eine politische Laufbahn ein.
Bei den Kongresswahlen des Jahres 1882 wurde Atkinson im 18. Wahlbezirk von Pennsylvania in das US-Repräsentantenhaus in Washington, D.C. gewählt, wo er am 4. März 1883 die Nachfolge von Horatio Gates Fisher antrat. Nach vier Wiederwahlen konnte er bis zum 3. März 1893 fünf Legislaturperioden im Kongress absolvieren. Von 1889 bis 1891 war er Vorsitzender des Ausschusses zur Kontrolle der Ausgaben des Finanzministeriums. Im Jahr 1892 beabsichtigte er zunächst eine erneute Kandidatur und wurde von seiner Partei auch zur Wiederwahl nominiert. Er änderte aber seine Meinung kurzfristig und zog seine Bewerbung zurück.
Nach dem Ende seiner Zeit im US-Repräsentantenhaus arbeitete Louis Atkionson wieder als Anwalt. Außerdem war er für ein Jahr Vorsitzender Richter im 41. Gerichtsbezirk von Pennsylvania. Er starb am 5. Februar 1910 in Mifflintown, wo er auch beigesetzt wurde.